# Compsophorus rufopetiolatus
Compsophorus rufopetiolatus là một loài tò vò trong họ Ichneumonidae.